# Khadija Saye

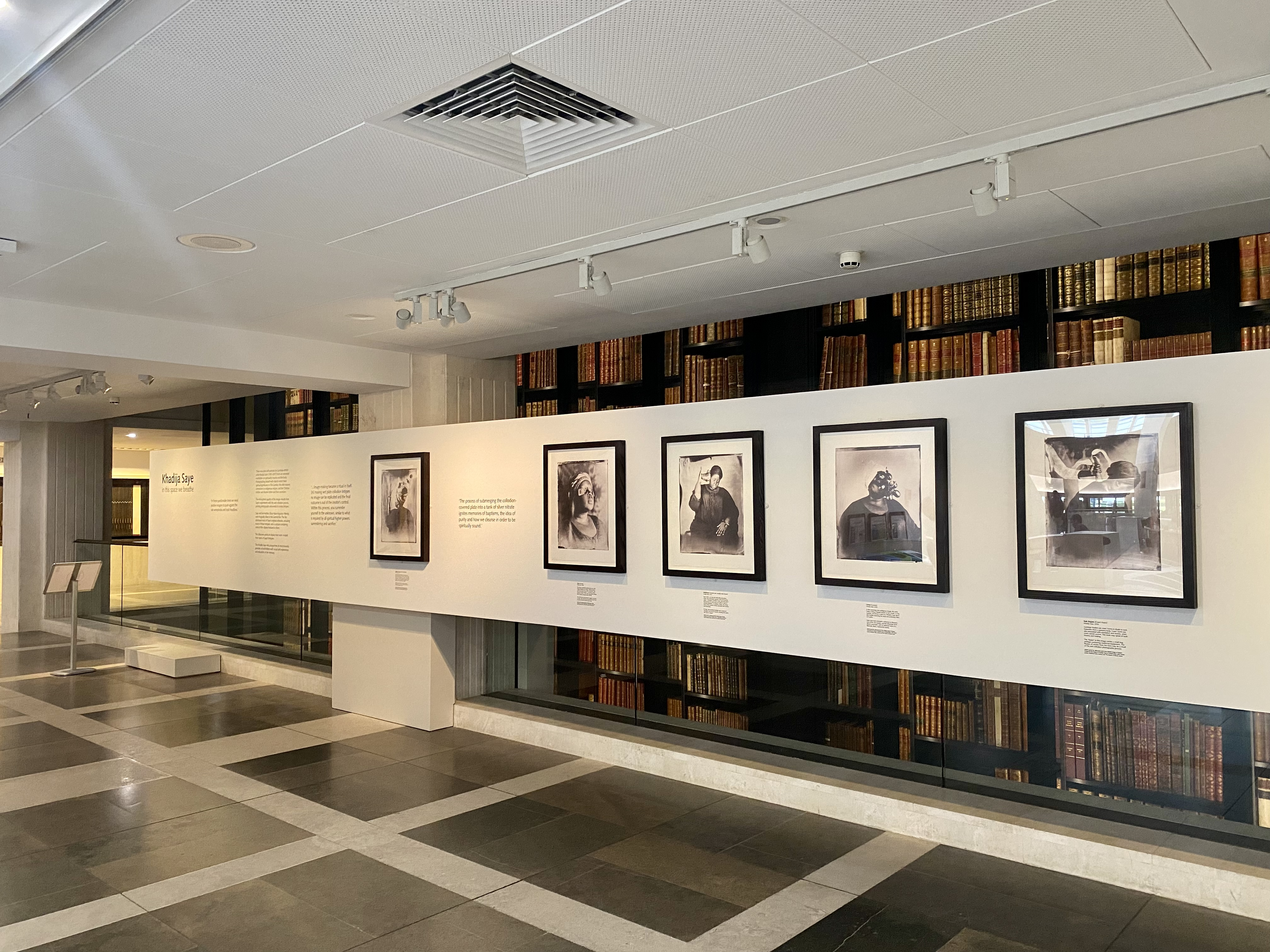
Khadija Saye, Ausstellung in der British Library, September 2021

Khadija Mohammadou Saye (auch Ya-Haddy Sisi Saye; * 30. Juli 1992 in London; † 14. Juni 2017 ebenda) war eine gambisch-britische Fotografin. Sie starb beim Brand des Grenfell Tower.

## Leben
Saye wurde im Stadtteil Royal Borough of Kensington and Chelsea im Westen Londons geboren, wo sie eine katholische Mädchenschule besuchte. Mit 14 konnte sie durch ein Stipendium zu dem Internat der Rugby School in Rugby wechseln. Danach besuchte sie die University for the Creative Arts in Farnham mit einem Abschluss im Fach Fotografie. Betreut wurde sie von der Künstlerin Nicola Green und freundete sich mit deren Ehemann David Lammy an.
2017 wurde ihre Fotoserie Dwellings: in this Space we Breathe, bei deren Erstellung sie durch spirituelle gambische Praktiken inspiriert worden war, im Diaspora Pavilion der Biennale di Venezia gezeigt.
Sie lebte mit ihrer Mutter im 20. Stockwerk im Grenfell Tower.
Im BBC war es geplant, am 17. Juni 2017 einen Dokumentarfilm über die jungen Künstler einschließlich Khadija Saye zu zeigen, die den ersten Diaspora Pavilion während einer Biennale installiert und gestaltet hatten. Nach dem Brand des Grenfell Tower wurde die Ausstrahlung abgesagt und erfolgte dann erst im in September 2017.
Arbeiten von ihr wurden bei der Wiedereröffnung von Kettle’s Yard in Cambridge am 10. Februar 2018 gezeigt.
Sie und auch ihre Mutter starben beim Großbrand des Grenfell Tower. Vom Museum Tate Britain wurde nach ihrem Tod bekannt gegeben, dass ein Siebdruck einer ihrer Arbeiten aus der Dwellings-Serie zum Gedenken ausgestellt werden soll.